# 在宅投票制度廃止事件
在宅投票制度廃止事件（ざいたくとうひょうせいどはいしじけん）は在宅投票制度を廃止して復活しなかった立法不作為が絡んだ裁判。

## 概要
Xは1912年1月2日生まれの日本国民たる男子で、1924年以来北海道小樽市に居住していたが、1931年に事故により脊椎を痛め、1953年頃から病状が悪化したことにより、1種1級の身体障害者（両下肢運動麻痺及知覚鈍麻、両肢関節両膝関節及両足関節強直）と認定された。
1950年5月1日に施行された公職選挙法では投票所投票制度を原則とし、公職選挙法第49条及び公職選挙法施行令第50条第4項・第58条では「疾病等のため投票所へ行くことができない在宅者」については例外として在宅投票制度が設けられていた。しかし、1951年の第3回統一地方選挙で在宅投票制度による多数の選挙違反が起こったことを理由に1952年9月1日に在宅投票制度は廃止された。
Xは1955年頃からはそれまで徐々に進行していた下半身の硬直が悪化して歩行が著しく困難になっただけでなく、車椅子に乗ることも著しく困難になり、担架か何かを使用して運んでもらえば投票所へ行くことは全く不可能ではないが、長年寝たきりで外気にあたっていないため、少し風にあたるだけで風邪をひき、直射太陽光線に僅かにあたるだけでも顔面に湿疹ができ、顔の皮膚が傷んでしまい、投票所に行くことは命がけのこととなり、選挙に際して投票したいと思っても投票所へ行って投票することができなくなり、「疾病等のため投票所へ行くことができない在宅者」に該当するに至った。
1971年6月24日、在宅投票制度の廃止という立法行為およびその後に制度復活がなされないという立法不作為によって三年間で計6回の公職選挙への投票ができずに選挙権を行使できなかったことは憲法に違反するとしてXは精神的苦痛への慰謝料の支払いを求める訴訟を国に対して提起した。（一審ではXが損害を知ったのは1971年1月頃と判断したため、民法第724条による時効は不成立とした）
1976年12月9日の札幌地裁小樽支部は以下のように判断して、Xの訴えを認めて国に10万円の支払いを命じた。
- 在宅投票制度が悪用されたという結果から、当時何らかの是正措置をとる必要があったものと解され、改正法律がかかる弊害除去を目的としたこと自体はもとより正当であったと評価しなければならないが、弊害除去の目的のために在宅投票制度を廃止する場合に、当該措置が合理的であると評価されるのは、弊害除去という同じ立法目的を達成できるより制限的でない他の選びうる手段が存在せずもしくはこれを利用できない場合に限られ、国がこれを主張・立証しない限り、在宅投票制度を廃止した法律改正は違憲の措置となることを免れない。
- 国会において在宅投票制度全体を廃止することなく弊害を除去する方法がとりえないか否かについて十分な検討がなされた形跡は見あたらないし、投票制度に伴う技術的問題を含む諸種の事情を決定して弊害を除去する方法がとりえないものであったことを窺わせるような論議ないし資料は国会審議過程に提出された形跡も見当たらず、より制限的でない他の手段が利用できなかったとの事情について国の主張・立証はないものというべきであるから、在宅投票制度廃止は立法目的達成の手段としてその最良の限度を超え、合理的理由を欠くものであり、憲法第15条第1項・憲法第15条第3項・憲法第44条・憲法第14条第1項に違反する。

国は控訴し、そこで初めて立法行為に国家賠償法第1条第1項の適用がない旨の主張がされた。。1978年5月24日に札幌高裁は職権審理して国家賠償の適用を認めた上で、在宅投票制度廃止後の放置を問題とし、1969年以降の立法の不作為を違憲としたが、国会議員に故意・過失がないと判断して、一審を破棄してXの請求を棄却した。これについてXは上告した。
1985年11月21日に最高裁判所は「国会議員は立法に関しては、原則として、国民全体に対する関係で政治的責任を負うにとどまり、個別の国民の権利に対応した関係での法的義務を負うものではないというべきであって、国会議員の立法行為は、立法の内容が憲法の一義的な文言に違反しているにもかかわらず国会があえて当該立法を行うというごとき、容易に想定し難いような例外的な場合でない限り、国会賠償法第1条第1項の規定の適用上、違法の評価を受けないものといなわければならない」「憲法には在宅投票制度の設置を積極的に命ずる明文の規定が存しないばかりでなく、かえって、その第47条が投票の方法その他選挙に関する事項の具体的決定を原則として立法府である国会の裁量的権限に任せる趣旨であることは最高裁判所の判例とするところであり、本件立法行為につき、これが前示の例外的場合に当たると解すべき余地はない」として上告を棄却した。
なお、本訴訟提起後の1974年6月に公職選挙法改正案が国会で成立したことにより、1975年1月20日から重度身体障害者のために郵便による投票を認める一種の在宅投票制度が設けられている。

## 関連書籍
- 井上英夫『障害をもつ人々と参政権』法律文化社、1993年。ISBN 9784589017116。
- 高橋和之、長谷部恭男、石川健治『憲法判例百選Ⅱ 第5版』有斐閣、2007年。ISBN 9784641114876。